# Undertrøje
En undertrøje er en type undertøj, der bæres under en skjorte eller lignende for at beskytte den mod sved og kropslugt. Samtidig gør de tøjet som helhed mindre gennemsigtigt, og de er med til at holde varmen hos bæreren. De kan bæres af begge køn.
På dansk bruges ordet undertrøje bredt om det meste undertøj, der dækker torsoen. De kan have lange ærmer, korte ærmer (t-shirts) eller blot stropper. Langærmede undertrøjer bruges især til at holde varmen ved udendørs ophold i koldt vejr, mens de andre typer bruges under meget forskellige forhold. Undertrøjer kan også bruges som eneste beklædning på overkroppen.